# 電視影片
電視電影（英語：Television film），是指在電視上播放的電影，通常由電視臺或電影公司製作后再賣給電視臺。

## 歷史概要

### 美國
1950年代開始，美國電影業進入衰退時期。為了生存，美國電影業開始拍攝低成本，適合觀眾在家從電視上觀看的電影。
最初，電視電影每集約90分鐘（包括廣告），後來則延長到2小時。

### 香港
香港無綫電視早於1980年代中起開始製作不少電視電影。無綫電影一般長約2小時（含廣告）。
此外，香港亦有少數電影公司拍攝電視電影，並以影碟形式於市面發售，及後售予電視台播放。例子有杜琪峰監製的《機動部隊系列》（不包括《同袍》）。

### 臺灣
臺灣70年代起興起一些單元劇，即是電視電影，例如「台視劇場」、「中視劇場」、「華視劇展」及公視「人生劇展」，1972年台視劇場播出編劇家丁衣所寫的《鎖著心的人》，是為台灣電視史上第一部「電視電影」。電視電影礙於電視播映時間的限制，多半控制在90分鐘以下，顧及故事的完整性其難度比2小時的電影還高，所以成為台灣新導演培育的搖籃。
早期比較有名的電視電影有「十一個女人系列」，由張艾嘉監製，由電影導演宋存壽、張艾嘉、柯一正、李龍、傅維德、張乙宸、劉立立、董令狐和楊德昌等人執導。及蔡明亮的《海角天涯》、《麗香的感情線》及《給我一個家》，瞿友寧《誰在橋上寫字》、王小棣的《九歲那年》及張志勇《邊緣少年八家將》。

### 中国大陆
中国自1999年电影频道启动“电视电影”工程，1999年春节第一次播出电视电影《岁岁平安》，并于2001年设立电视电影百合奖。电视电影也受到业界重视，华表奖（2002年设置，2016年取消）、金鸡奖（2001年设置，2011年取消）等重要奖项都专门设置了电视电影奖。如，2005年是电影频道共计拍摄完成了121部电视电影，其中青年演员何琳凭借《为奴隶的母亲》获得第33届国际艾美奖最佳女演员奖。除电影频道外，还有其他电影电视制作公司拍摄电视电影，并在各级电视台播出。

## 例子

### 美国
- 太空堡垒卡拉狄加：计划
- 靈異魔咒
- 神探可倫坡
- 迪士尼頻道原創電影列表

### 中國大陆
- 刑警张玉贵
- 荒宅勿入
- 火线追凶

### 香港

#### 無綫電視電影
- 羣星會
- 天降橫財心驚驚
- 鐵翼驚情
- 懸案追兇
- 歷劫驚濤

#### 其他
- 機動部隊系列（不包括《同袍》）
- 守城系列（不包括為2021年香港警務處電視電影宣傳片）